# Carling Zeeman
Carling Zeeman (ur. 27 maja 1991 w Hamilton) – kanadyjska wioślarka, olimpijka. 
Podczas letnich igrzysk olimpijskich w Rio de Janeiro (2016) awansowała do finału B konkurencji wioślarskich jedynek kobiet, w którym zajęła 4. miejsce (10. miejsce w klasyfikacji końcowej). 
Dwukrotna złota medalistka igrzysk panamerykańskich w St. Catharines (2015), w konkurencjach: jedynki kobiet oraz czwórki podwójne kobiet. 
Srebrna medalistka wioślarskich mistrzostw świata, w konkurencji czwórki podwójne kobiet (Chungju 2013).